# Мураховцеві
Мураховцеві (Cyclopedidae) — родина мурахоїдів, що включає 1 сучасний рід (з одним або сімома видами) й 1 вимерлий рід з одним відомим видом.